# Lycaena fredegunda
Lycaena fredegunda är en fjärilsart som beskrevs av Hans Fruhstorfer 1908. Lycaena fredegunda ingår i släktet Lycaena och familjen juvelvingar. Inga underarter finns listade i Catalogue of Life.